# Le Petit Serré
Le Petit Serré ist ein Dorf in der Gemeinde Saint-Louis im französischen Übersee-Département Réunion.

## Lage
Das Dorf gehört zur Ortschaft La Rivière und liegt im südwestlichen Teil der Insel Réunion im Indischen Ozean, in einer Höhe von etwa 400 Metern. Der im Inselinneren befindliche Ort liegt am rechten Ufer des Bras des Cilaos, der östlich im Tal unterhalb von Le Petit Serré verläuft. In der unmittelbaren Umgebung des Orts erheben sich mehrere Berge, so westlich der Îlet Bleu (593 Meter) und östlich, auf der gegenüberliegenden Seite des Flusses, der Îlet à Bouc (584 Meter). Die Lage des Orts wird als schwebend zwischen dem Geröllfluss im Osten und der Steilwand im Westen beschrieben.
Durch Le Petit Serré, häufig auch nur als Petit Serré bezeichnet, verläuft in Nord-Süd-Richtung die Route nationale 5, die von Saint-Louis im Süden kommend, steil über viele enge Straßenwindungen nach Cilaos im Norden führt. Diese Straße stellt die einzigen Zugänge zum Ort dar.

## Einrichtungen

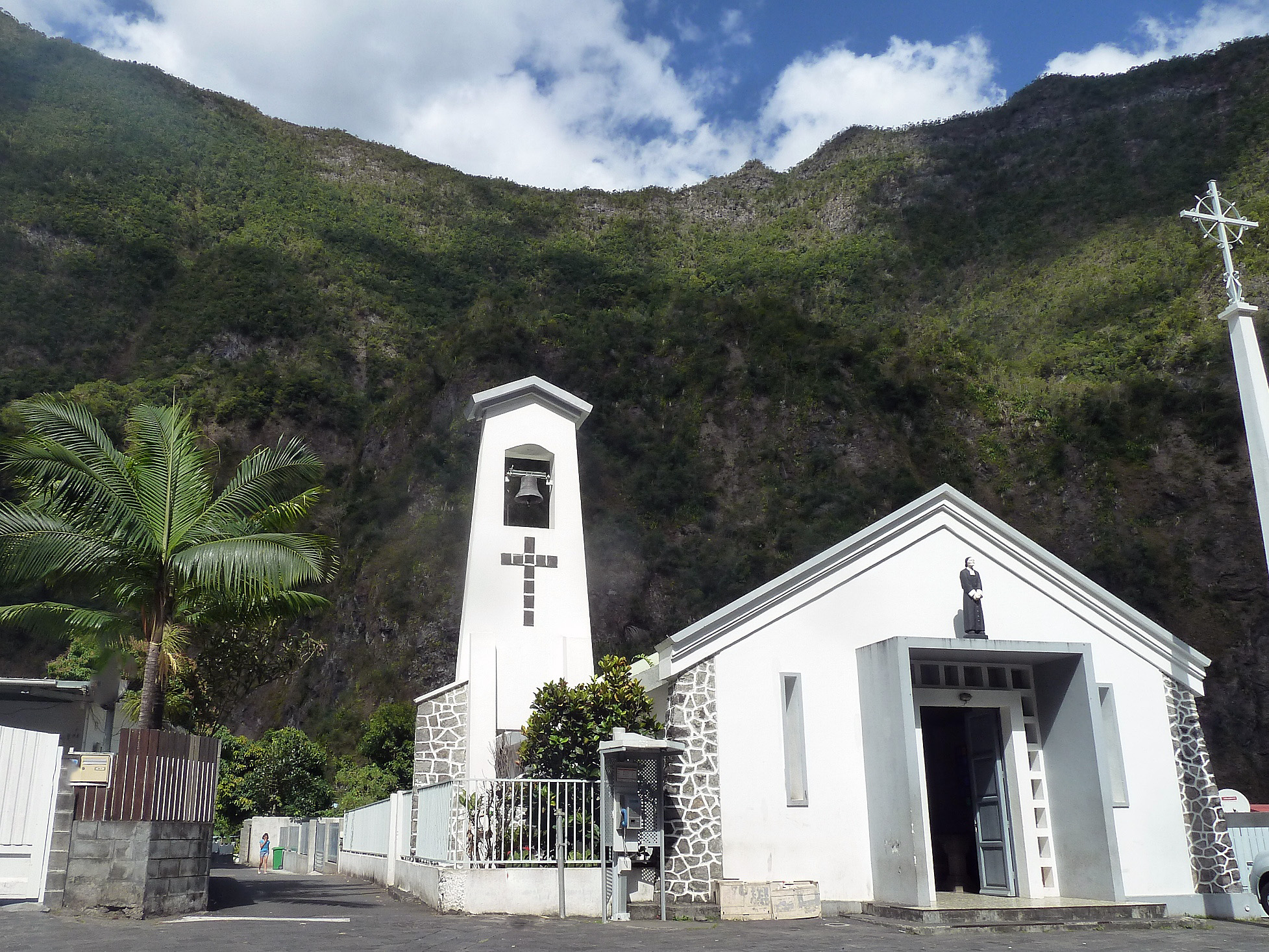
Kapelle Saint-Jean-Marie-Vianney, 2014

Im Ort befindet sich die Grundschule Alphonse Daudet und die katholische Kapelle Saint-Jean-Marie-Vianney.